# منتخب روسيا لكرة القدم الأمريكية
منتخب روسيا لكرة القدم الأمريكية (بالروسية: Сборная России по американскому футболу)‏ هو ممثل روسيا الرسمي في المنافسات الدولية في كرة القدم الأمريكية . تأسس في 1992، حيث يضم مجموعة من اللاعبين المتميزين الذين يسعون لتمثيل بلادهم بأفضل صورة. تأسس المنتخب ليكون منصة لتعزيز كرة القدم الأمريكية في روسيا، ويشارك في البطولات القارية والدولية. من خلال هذه المشاركة، يهدف المنتخب إلى رفع مستوى اللعبة في البلاد وزيادة شعبيتها بين الجماهير.